# ダイハツ・ミラトコット
ミラトコット（Mira TOCOT）は、ダイハツ工業が製造・販売していたハッチバック型（軽セダン）の軽自動車。

## 概要
ミラココアの後継として、2代目ミライースをベースに開発された。
プラットフォームは基となった2代目ミライース同様、「Dモノコック」（新Aプラットフォーム）が用いられる。エンジンは出力38kW（52PS）、DVVT付き自然吸気の水冷直列3気筒 KF-VE型を搭載する。
ボディは角に丸みを持たせたスクエア基調となっており、ランプはヘッドランプ（Bi-Angle LEDヘッドランプ）・リアコンビネーションランプ（LEDストップランプ）共に丸モチーフとなる。バックドアには2代目ミライース同様に電気スイッチ式のオープナーが採用されている。ボディカラーは新規色となる「セラミックグリーンメタリック」、「ジューシーピンクメタリック」、「サニーデイブルーメタリック」を含む8色を設定するほか、一部グレード・カラーにはフロントバンパー・ルーフ・バックドアアッパーにフィルムを装着した2トーン仕様「デザインフィルムトップ」がオプション設定されており、トコットではキャンバス地調/アイボリーが設定されている。
純正アクセサリーには「アナザースタイルパッケージ」が設定されており、ロアスカート・フルホイールキャップ・ドアアウターハンドル・ドアミラーにパールホワイトを用いた「スイートスタイル」、メッキガーニッシュやメタル調シルバーのフルホイールキャップなどで構成された「エレガントスタイル」、外内装の随所にブラックを用いた「クールスタイル」の3種類が設定されている。本パッケージは交換を伴う一部のパーツを工場で装着するため、車両注文時のみの対応となる。
近年ではドアミラーターンランプを採用している自動車も多数存在するが、ドアミラーを破損した際にユーザーにかかる修理費を抑えるためにドアミラーに方向指示器を搭載せず、サイドマーカーとなっている。
2代目ミライース同様に「スマートアシストIII（以下、スマアシIII）」が採用されており、搭載グレードが設定されているが、ミラトコットでは「スマアシIII」の構成機能の一つである誤発進抑制制御（前方）機能に用いられるソナーセンサーが、2代目ミライース同様に配置されているヘッドランプ真下（左右2か所）に加えて、フロントフェイス付近（左右2か所、中央の「TOCOT」アルファベットエンブレムを挟むかたちで配置）にも配置された4か所に強化されている違いがある。
軽自動車では初採用となる装備もあり、パノラマモニターとコーナーセンサーを同時に設定したほか、SRSサイドエアバッグ（運転席・助手席）&SRSカーテンシールドエアバッグ（前/後席）は全車標準装備されている。

## 型式 LA550S/560S型（2018年 - 2023年）
2018年6月25日
発表、発売。キャッチフレーズは「いつもの自分に、ラクしトコット。」で、CMキャラクターにはちびまる子ちゃんの主人公達を22歳にしたという設定の実写映像で、吉岡里帆（まる子役）、奈緒（たまえ役）、竜星涼（花輪役）が出演、ナレーションもキートン山田が担当する。
JC08モードの燃料消費率は、2WD車は29.8 km/L、4WD車は27.0 km/Lで、全車平成32年度燃費基準（2WD車は+20%、4WD車は+10%）を達成する。
グレード体系は「L」・「X」・「G」の3種類が用意されており、「L」は「スマアシIII」の有無が選択可能で、「スマアシIII」付の場合は「L"SA III"」となる。また、「X」と「G」は「スマアシIII」が標準装備されているため「X"SA III"」・「G"SA III"」となる。
2018年7月26日
発売から1か月間（7月25日まで）の累積受注台数が月間目標（3,000台）の3倍となる約9,000台となったことが発表された。
2019年7月29日
特別仕様車「G"リミテッド SA III"」を発売。「G"SA III"」をベースに、フロントドアガラスをUVカットガラスに、ドアトリム・インナードアハンドル・エアコンレジスターノブを材着ブラックに、フロントパーソナルランプを白熱バルブに、エアフィルターをクリーンエアフィルターに、14インチフルホイールキャップを「X"SA III"」と同仕様の「TOCOT」アルファベットエンブレム付（非2トーンカラード）にそれぞれグレードダウンしたことでベース車よりも6.48万円割安な価格設定とした。
2019年11月
ボディカラーの設定を変更。「ライトローズマイカメタリック〈T22〉」と「ブライトシルバーメタリック〈S28〉」が追加され、10色展開となった。
2020年8月
仕様変更。WLTCモードによる燃料消費率並びに排出ガスに対応（JC08モードによる燃料消費率も併記）し、「平成30年排出ガス基準50%低減レベル（☆☆☆☆）」認定を取得した。併せて、ボディカラーの設定が変更され、パール系（メーカーオプション）は「パールホワイトIII〈W24〉」から「シャイニングホワイトパール〈W25〉」に差し替えられ、「ジューシーピンクメタリック〈R73〉」と「レモンスカッシュクリスタルメタリック〈Y13〉」が廃止される替わりに2代目タフト設定色である「サンドベージュメタリック〈T34〉」が追加され、9色展開となった（「サンドベージュメタリック〈T34〉」と「シャイニングホワイトパール〈W25〉」は10月より発売）。
2021年9月1日
一部改良。
かねてより販売不振、および需要減少のためグレード体系を「L"SA III"」と「G"SA III"」の2グレードに整理。これにより、「スマアシIII」は全車標準装備となった。
オートライトが全車に標準装備され、「L"SA III"」はホイールキャップを従来の「X"SA III"」と同仕様の「TOCOT」アルファベットエンブレム付（非2トーンカラード）に変更。ボディカラーは「サニーデイブルーメタリック〈B84〉」に替わり、2代目タフト設定色の「レイクブルーメタリック〈B87〉」が設定された。
2023年11月9日
同年12月上旬をもって生産を終了すると発表。以後、流通在庫のみの販売となる。
2023年12月8日
販売終了。同時にダイハツの公式ホームページへの掲載を終了した。

## 車名の由来
- 「To Character（自分らしさの表現）」「 To Comfortableness（安全安心・運転のしやすさ）」「 To Convenience（使いやすさ）」から着想を得た造語[8]。